# Piatra Buha
Piatra Buha (monument al naturii) este o arie protejată de interes național ce corespunde categoriei a III-a IUCN (rezervație naturală de tip geologic și peisagistic) situată în județul Gorj, pe teritoriul administrativ al comunei Săcelu

## Descriere
Rezervația naturală a fost declarată arie protejată prin Legea Nr.5 din 6 martie 2000 (privind aprobarea Planului de amenajare a teritoriului național - Secțiunea a III-a - zone protejate) și se află în partea dreaptă (în imediata apropiere) a drumului județean (DJ661) ce leagă localitatea Săcelu de satul Blahnița de Sus. 
Aria naturală cu o suprafață de 1 ha. reprezintă un martor de eroziune de o mare importanță geologică și peisagistică în zonă, format de-a lungul timpului prin acțiunea aerului (îngheț-dezgheț, vânt, temperatură) și a apei (spălare, șiriore).